# Kirenga
De Kirenga (Russisch: Киренга) is een rivier in Rusland, in de oblast Irkoetsk. Het is een zijrivier van de rivier de Lena.
De lengte van de rivier is 746 km, terwijl de oppervlakte van het stroomgebied 46.600 km² is.
De Kirenga is bevroren vanaf eind oktober tot eind april. Zijrivieren van de Kirenga zijn de rivieren Oelkan, Minja en Chanda. Aan de monding van de Kirenga ligt de stad Kirensk.